# International Basketball League (1999-2001)
La International Basketball League, meglio conosciuta con l'acronimo IBL, è stata una lega professionistica di pallacanestro statunitense, con sede a Baltimora, attiva dal 1999 al 2001.

## Storia
Fondata nel 1998, avrebbe dovuto essere attiva, secondo i piani, nell'autunno dello stesso anno. La prima stagione, per quanto non avesse riscosso un notevole successo di pubblico, fu piuttosto funzionale.
Già la stagione successiva fu più travagliata, con la perdita di due franchigie fusesi nella CBA.
Sebbene fosse stata programmata una terza stagione, questa non prese mai il via a causa di problemi economici insormontabili.

## Squadre
- Balt. Bayrunners
- Cincinnati Stuff
- Connecticut Pride
- Gary Steelheads
- Gr. Rapids Hoops
- L.V. Silver Bandits
- New Mexico Slam

- Richmond Rhythm
- Rockford Lightning
- S.D. Stingrays
- S. Falls Skyforce
- St. Louis Swarm
- Trenton Sh. Stars

## Albo d'oro
- 1999-2000 -  St. Louis Swarm
- 2000-2001 -  St. Louis Swarm